# Anna Wyrozumska
Anna Zofia Wyrozumska (ur. 23 lutego 1953 w Łodzi) – polska profesor nauk prawnych, profesor zwyczajna Uniwersytetu Łódzkiego, specjalistka prawa międzynarodowego publicznego oraz prawa europejskiego.

## Życiorys

### Wykształcenie
Anna Wyrozumska uzyskała magisterium w 1976 na Wydziale Prawa i Administracji Uniwersytetu Łódzkiego. W 1984 doktoryzowała się tamże na podstawie rozprawy Traktaty ustanawiające reżimy terytorialne. Habilitowała się w 1996, przedstawiając monografię Ewolucja statusu prawnego Antarktyki a państwa trzecie. W 2008 otrzymała tytuł naukowy profesora.
Stypendystka uczelni w Strasburgu (1981, 1984), Dubrowniku (1983, 1985), Salonikach (1986), Haskiej Akademii Prawa Międzynarodowego (1987), Oksfordzie (1988), T.M.C. Asser Instituut w Hadze (1991–1992), Europejskiego Instytutu Uniwersyteckiego we Florencji (1994), w Maastricht (1994), Uniwersytetu Kraju Basków w San Sebastián (1995).

### Działalność naukowa
Od 1976 pracuje naukowo na macierzystej uczelni, w Katedrze Prawa Międzynarodowego, a następnie Prawa Europejskiego. Kierowniczka Katedry Europejskiego Prawa Konstytucyjnego. Początkowo na etacie asystentki, od 1984 jako adiunktka, od 1995 jako profesor nadzwyczajna, od 2006 jako profesor zwyczajna. Od 2005 Jean Monnet Chair of European Constitutional Law WPiA UŁ. Pełniła bądź pełni liczne funkcje, m.in.: przewodniczącej Solidarności WPiA UŁ w latach 80., dyrektorki studiów podyplomowych prawa europejskiego (1996–2005), koordynatorki programu Erasmus na WPiA UŁ (2000–2010), rzeczniczki dyscyplinarnej UŁ (od 2009). Wypromowała co najmniej czworo doktorów.
Członkini Komitetu Badań Polarnych Polskiej Akademii Nauk, Stowarzyszenia Prawa Międzynarodowego (ILA) od 1980, a w 2007 została przewodniczącą Grupy Polskiej ILA, European Law Association (od 2004), International Academy of Comparative Law (od 2011). Członkini rad redakcyjnych czasopism: Studia Prawno-Europejskie (1998–2008), Przegląd Prawa Europejskiego (od 2003), Polish Yearbook of International Law (od 2000), Państwo i Prawo (od 2008).
Została wybrana na członka Komitetu Nauk Prawnych Polskiej Akademii Nauk kadencji 2020–2023. W 2020 weszła w skład prezydium tego komitetu.

### Inna działalność zawodowa
Związana zawodowo także z Ministerstwem Spraw Zagranicznych, gdzie pracowała od 1995 do 1996. W latach 2000–2001 pełniła obowiązki dyrektorki Departamentu Spraw Prawnych i Konsularnych, koordynujący pracę czterech komórek prawnych MSZ. Członkini Doradczego Komitetu Prawnego przy Ministrze (1999–2002, od 2009 przewodnicząca). Reprezentowała Polskę na forach organizacji międzynarodowych, np. w Komitecie Rady Europy ds. Rozwoju Praw Człowieka, Organizacji Narodów Zjednoczonych. Arbiter Stałego Trybunału Arbitrażowego (od 2010). Sędzia ad hoc Europejskiego Trybunału Praw Człowieka w latach 2012–2014. Koncyliatorka i członkini Biura Trybunału OBWE ds. Koncyliacji i Arbitrażu w Genewie. Występowała także jako ekspertka Komisji Europejskiej i Parlamentu Europejskiego. Członkini Rady Legislacyjnej przy Prezesie Rady Ministrów XI i XII kadencji. Przewodniczyła także komitetowi doradczemu ds. integracji europejskiej przy wojewodzie łódzkim (1999–2001).
Od 2004 do 2018 była członkinią Okręgowej Rady Adwokackiej w Łodzi.

## Publikacje
Autorka i współautorka 11 monografii i podręczników oraz przeszło 70 artykułów w zakresie prawa międzynarodowego, prawa europejskiego, ochrony praw człowieka, m.in.:
- Anna Wyrozumska, Traktaty ustanawiające reżimy terytorialne, Łódź: Wydawnictwo Uniwersytetu Łódzkiego, 1987.
- Władysław Czapliński, Rudolf Ostrihansky, Anna Wyrozumska (red.), Prawo Wspólnot Europejskich: dokumenty i orzecznictwo, Warszawa: Wydawnictwo Naukowe Scholar, 1994, 1996, 1997.
- Anna Wyrozumska, Ewolucja statusu prawnego Antarktyki a państwa trzecie, Łódź: Wydawnictwo Uniwersytetu Łódzkiego, 1995.
- Anna Wyrozumska, Władysław Czapliński, Sędzia krajowy wobec prawa międzynarodowego, Warszawa: Instytut Spraw Publicznych, 2001.
- Anna Wyrozumska (red.), Introduction to Polish law, Łódź: University Press, 2005.
- Anna Wyrozumska, Umowy międzynarodowe: teoria i praktyka, Warszawa: Prawo i Praktyka Gospodarcza, 2006.
- Jan Barcz, Maciej Górka, Anna Wyrozumska, Instytucje i prawo Unii Europejskiej: podręcznik dla kierunków zarządzania i administracji, Warszawa: Wydawnictwo Prawnicze LexisNexis, 2008, 2009, 2010.
- Anna Wyrozumska, Marcin Górski, System ochrony prawnej w Unii Europejskiej, Warszawa: Instytut Wydawniczy EuroPrawo, 2009, 2010.
- Anna Wyrozumska, Izabelą Skomerska-Muchowska, Obywatel Unii, Warszawa: Instytut Wydawniczy EuroPrawo, 2010.
- Anna Wyrozumska, Transnational judicial dialogue on international law in Central and Eastern Europe, Łódź: Wydawnictwo Uniwersytetu Łódzkiego, 2017.
- Anna Wyrozumska, Władysław Czapliński, Prawo międzynarodowe publiczne: zagadnienia systemowe, Warszawa: Wydawnictwo C.H. Beck, 1999, 2004, 2014.

## Odznaczenia
- Złoty Krzyż Zasługi (2000)[10]
- Odznaka Honorowa „Bene Merito” (2013)[11]